# The Resident (série télévisée)
The Resident ou Le Résident (au Québec) est une série télévisée médicale américaine en 107 épisodes de 42 minutes créée par Amy Holden Jones, Hayley Schore et Roshan Sethi, basée sur le livre Unaccountable de Dr Marty Makary, et diffusée entre le 21 janvier 2018 et le 17 janvier 2023 sur le réseau Fox et en simultané au Canada sur Citytv pour la première saison, puis sur le réseau CTV à partir de la deuxième saison.
Au Québec, la série est diffusée depuis le 29 août 2018 sur Séries+.
En France, elle est diffusée depuis le 5 février 2019 sur Warner TV, puis diffusée en clair à partir du 22 avril 2020 sur TF1, et sur le service Disney+, via la chaîne virtuelle Star. En Belgique, elle est diffusée depuis le 17 avril 2023 sur AB3. Elle reste inédite dans les autres pays francophones.
La série se concentre sur la vie et les devoirs des membres du personnel de l'hôpital Chastain Park Memorial, tout en se plongeant dans les pratiques bureaucratiques de l'institution. Pour sa première saison, la série s'est classée au 41e rang des séries les plus vues aux États-Unis lors de la saison 2017-2018, avec en moyenne 7,02 millions de téléspectateurs[réf. nécessaire].

## Synopsis
Devon Pravesh, un jeune médecin idéaliste, commence son internat à l'hôpital Chastain. Son interne référent, le Dr Conrad Hawkins, est un docteur qui ne suit pas les livres de médecine. Pravesh va devoir réapprendre tout ce qu'il croyait savoir s'il veut réussir son internat. Les vies peuvent être épargnées ou perdues, mais les attentes seront toujours brisées.

## Distribution

### Acteurs principaux
- Matt Czuchry (VF : Ludovic Baugin [saisons 1-2], Marc Arnaud [redoublage TF1]) : Dr Conrad Hawkins, résident de 3e année
- Manish Dayal (VF : Nathanel Alimi) : Dr Devon Pravesh, résident de 1re année
- Shaunette Renée Wilson (VF : Laurence Mongeaud) : Dr Mina Okafor, résidente en chirurgie (saisons 1 à 4)
- Emily VanCamp (VF : Cindy Tempez) : Infirmière Nicolette « Nic » Nevin (saisons 1 à 4 - invitée saison 5)
- Bruce Greenwood (VF : Bernard Lanneau) : Dr Randolph Bell, chef de chirurgie puis directeur de l'hôpital
- Moran Atias (VF : Ana Piévic) : Renata Morali, attachée de presse de l'hôpital (saison 1)
- Merrin Dungey (VF : Laura Zichy) : Claire Thorpe, directrice de l'hôpital (saison 1)
- Melina Kanakaredes (VF : Céline Monsarrat) : Dr Lane Hunter, oncologue (saison 1 - invitée saison 2)
- Glenn Morshower (VF : Richard Leroussel) : Marshall Winthrop, entrepreneur et père du Dr Conrad Hawkins (saison 2 - récurrent saisons 1, 3 à 5)
- Malcolm-Jamal Warner (VF : Bertrand Dingé) : Dr August Jeremiah « AJ » Austin, chirurgien cardio-thoracique (saisons 2 à 6 - récurrent saison 1)
- Jane Leeves (VF : Laurence Dourlens) : Dr Elizabeth Katherine « Kitt » Voss, chirurgien orthopédiste et directrice de l'hôpital (saisons 2 à 6)
- Morris Chestnut (VF : Frantz Confiac) : Dr Barrett Cain, neurochirurgien (saisons 3 et 4)
- Jessica Lucas (VF : Marie Diot) : Dr Billie Sutton, résidente en neurochirurgie (saisons 4 à 6)
- Anuja Joshi (VF : Julie Jacovella (saison 4) puis Marie Perret (saisons 5 et 6)) : Dr Leela Devi, interne en chirurgie (saisons 5 et 6, récurrente saison 4)
- Miles Fowler (VF : Simon Koukissa-Barney) : Trevor Daniels, fils abandonné du Dr Billie Sutton (saison 5)
- Kaley Ronayne (VF : Caroline Victoria) : Dr Kincaid « Cade » Sullivan (saison 6, récurrent saison 5)
- Andrew McCarthy (VF : Guillaume Lebon) : Dr Ian Sullivan, père du Dr Kincaid « Cade » Sullivan (saison 6, invité saison 5)

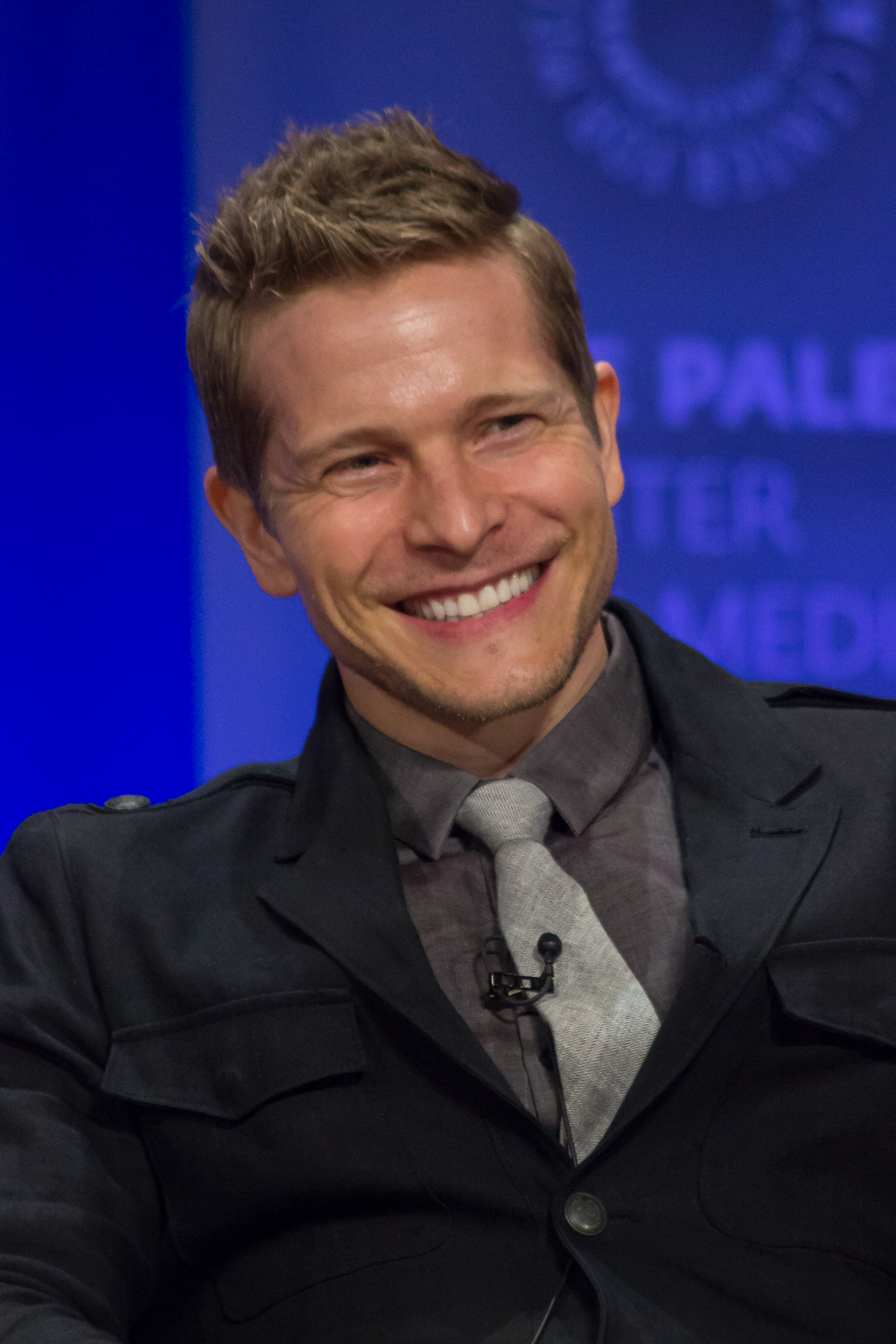
Matt Czuchry interprète le Résident Conrad Hawkins
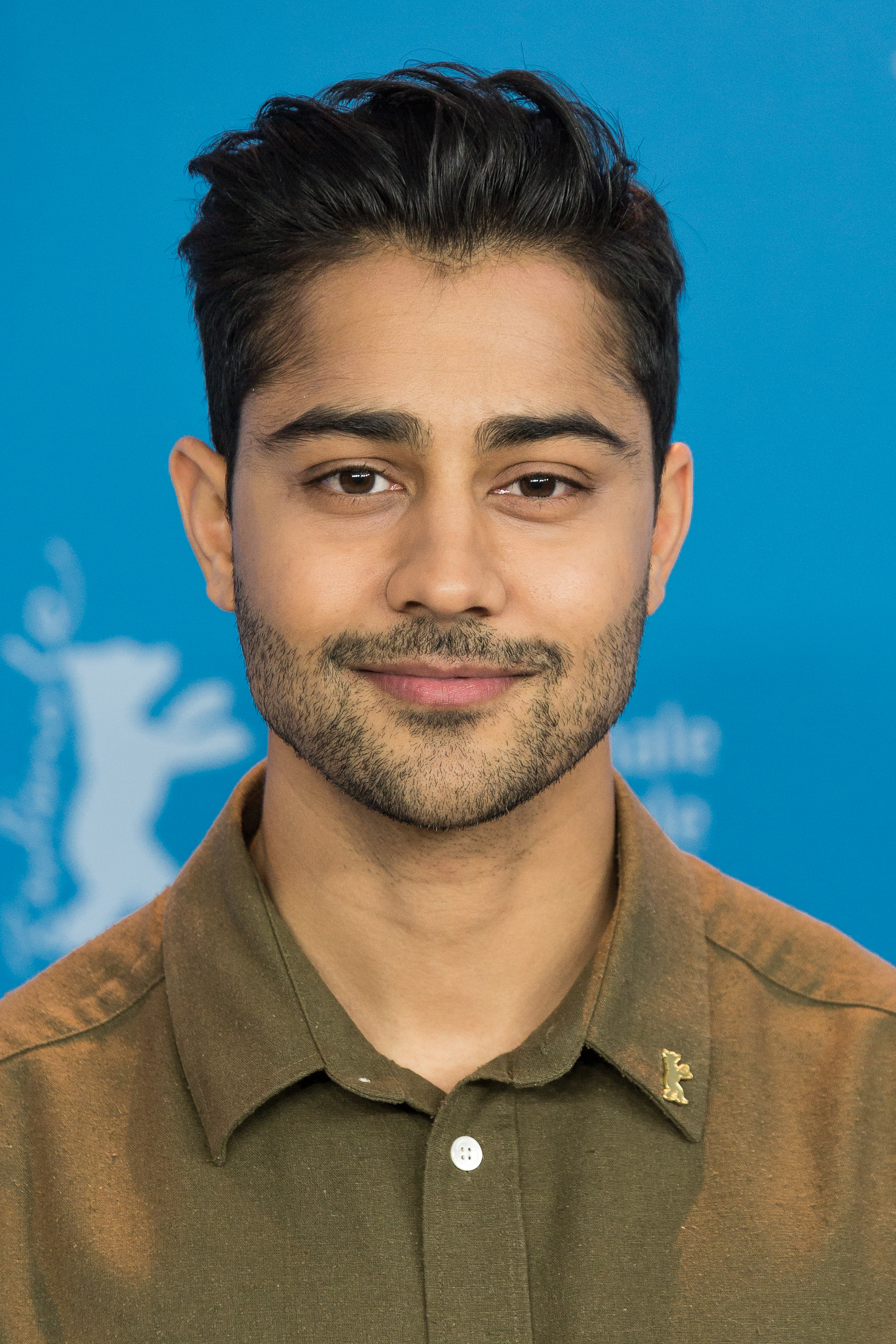
Manish Dayal interprète le Dr Devon Pravesh
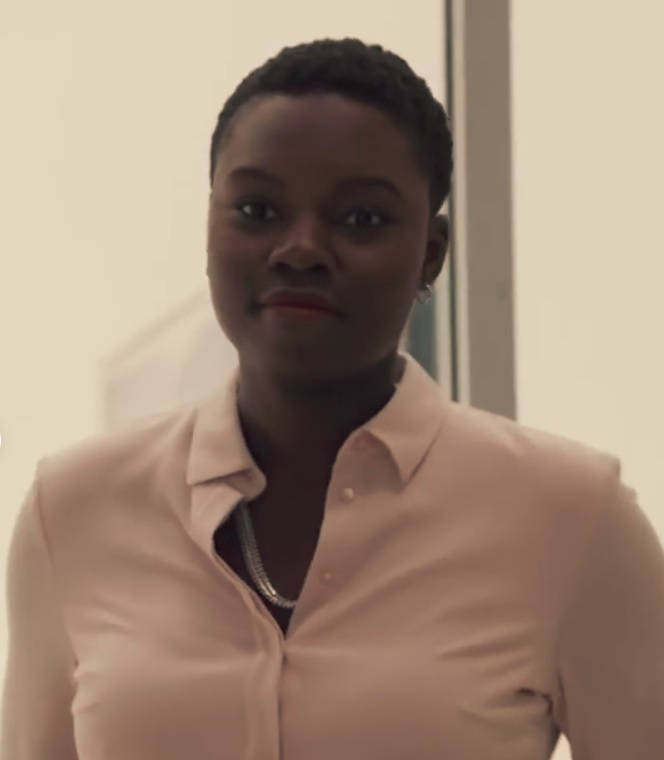
Shaunette Renée Wilson interprète le Dr Mina Okafor
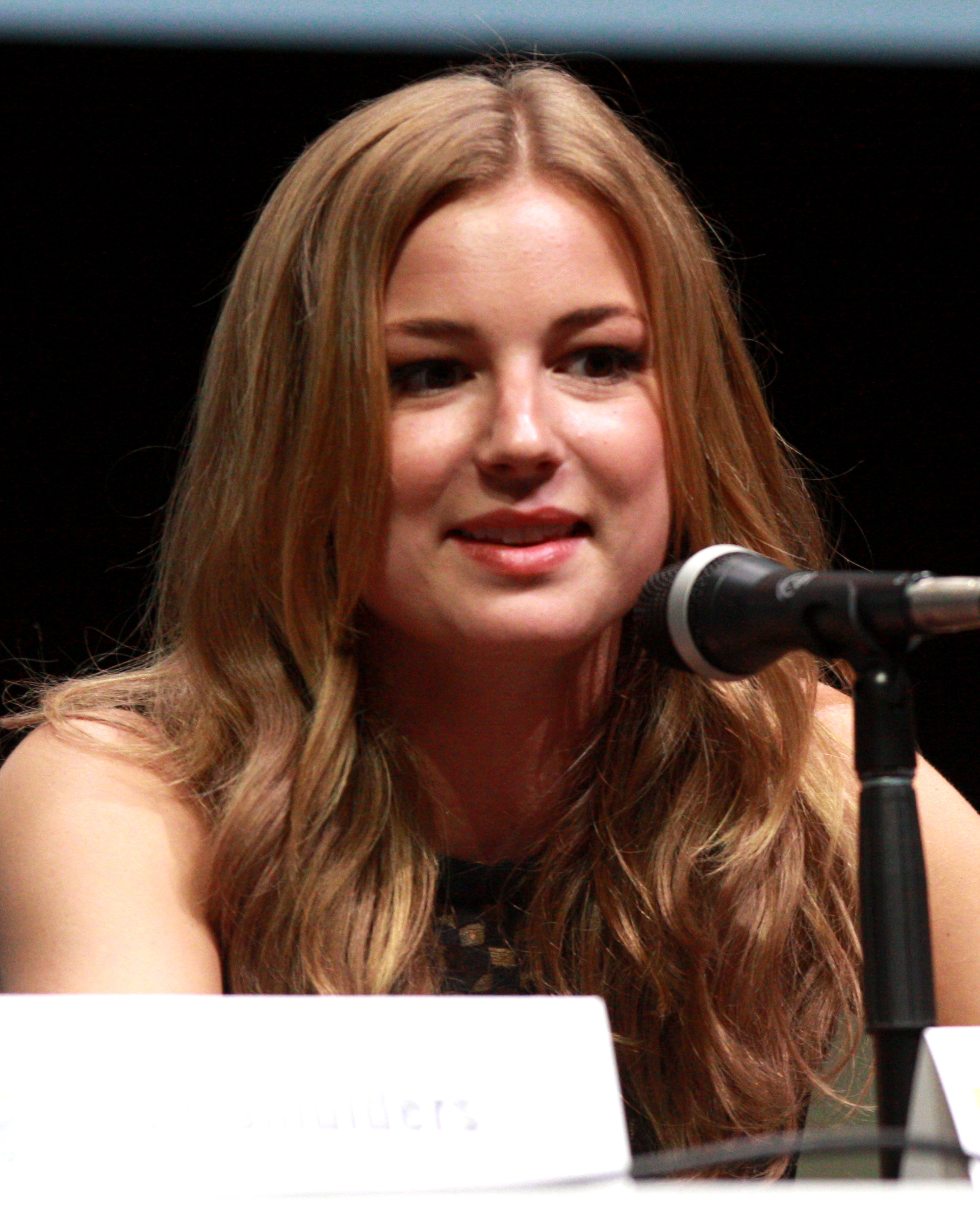
Emily VanCamp interprète l'infirmière Nicolette « Nic » Nevin
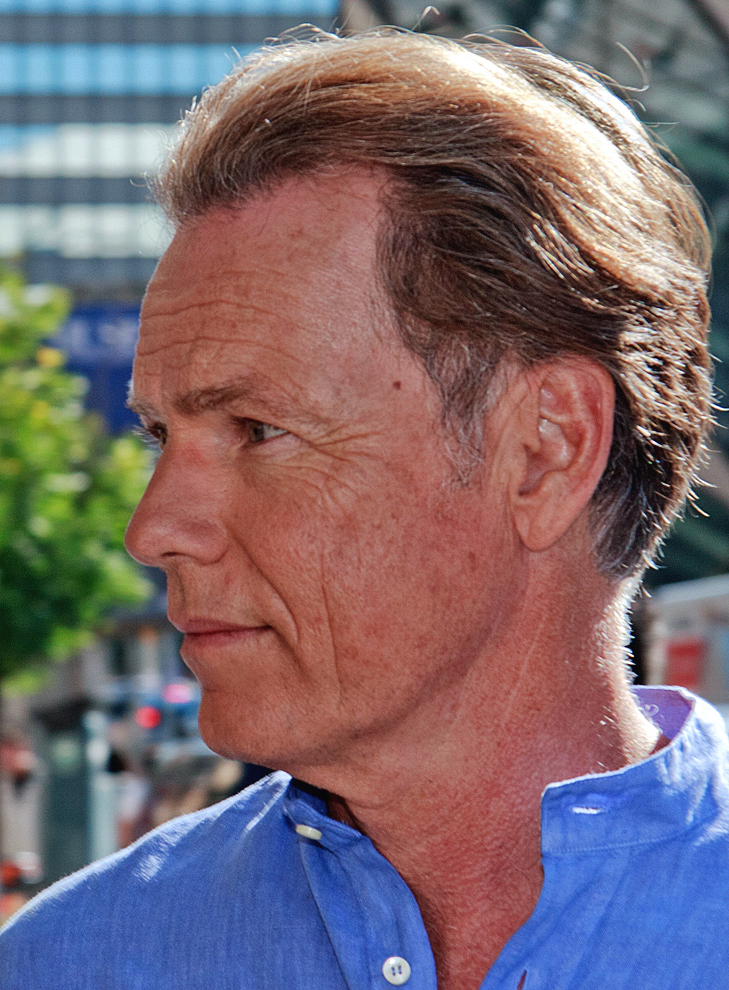
Bruce Greenwood interprète le Dr Randolph Bell
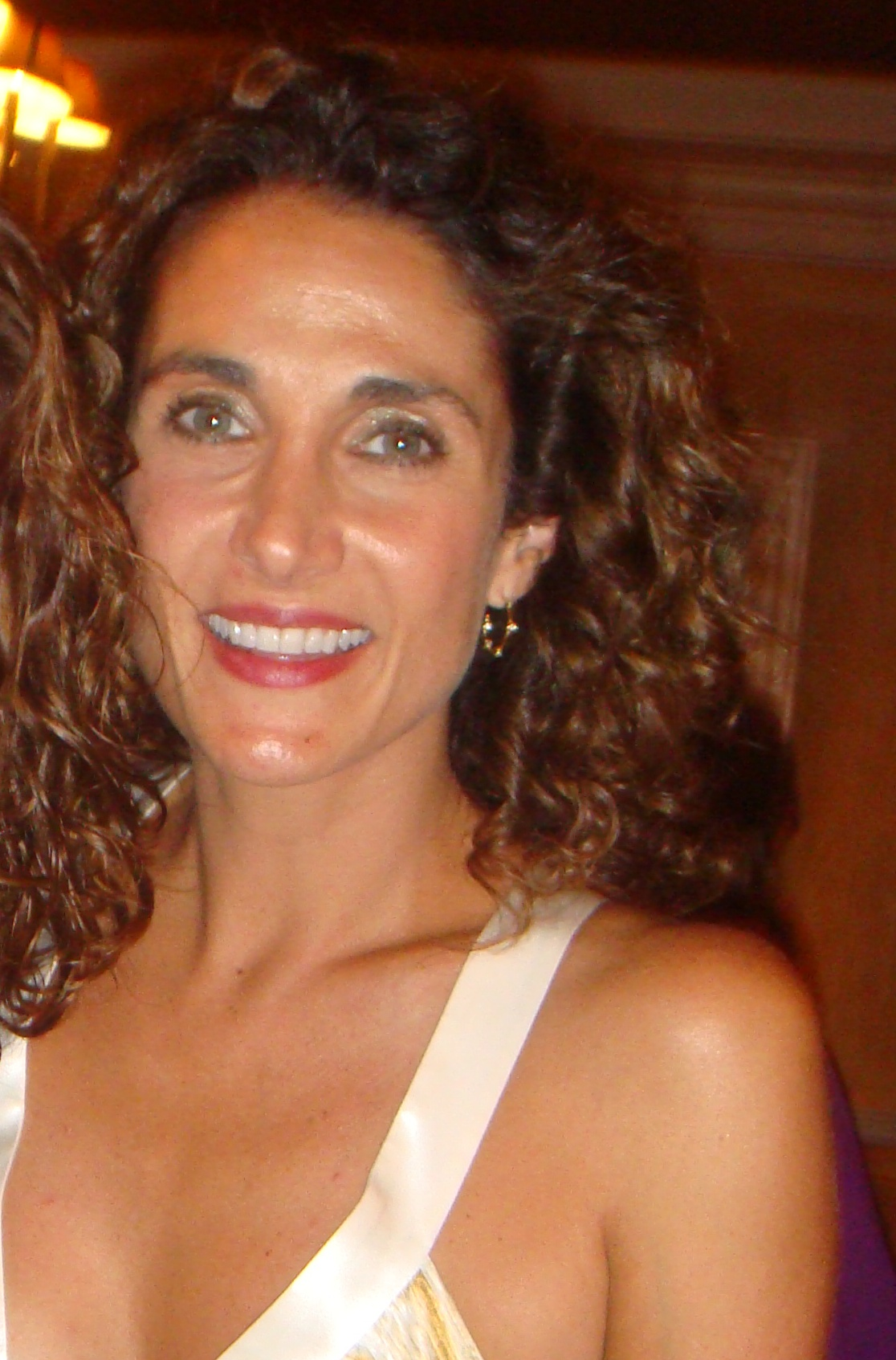
Melina Kanakaredes interprète le Dr Lane Hunter
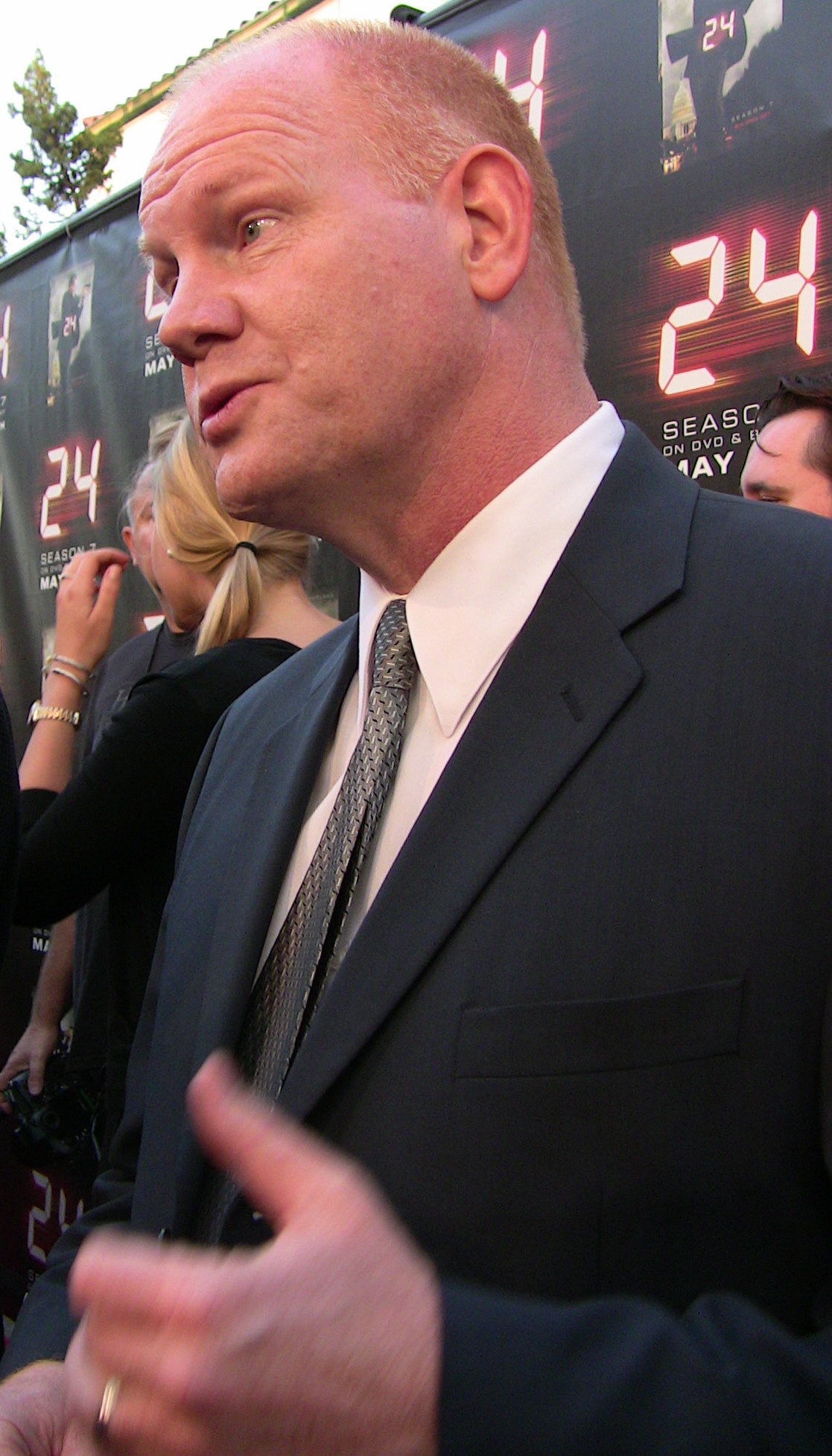
Glenn Morshower interprète Marshall Winthrop
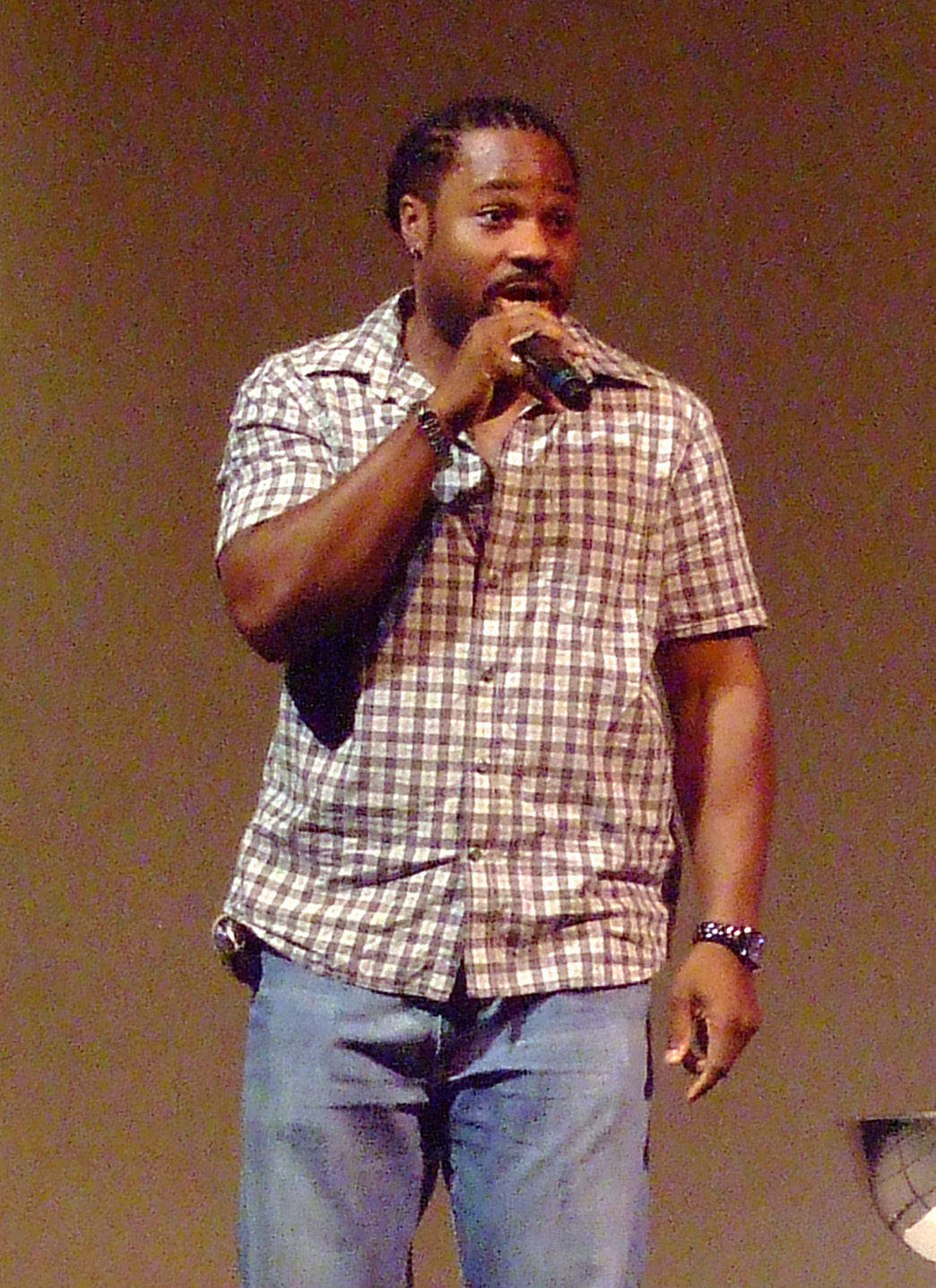
Malcolm-Jamal Warner interprète le Dr AJ Austin
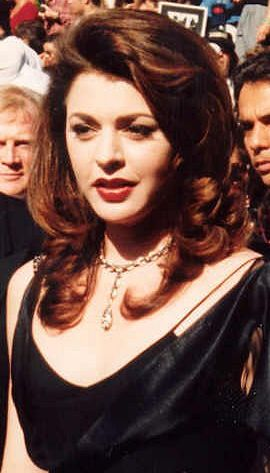
Jane Leeves interprète le Dr Kitt Voss
Morris Chestnut interprète le Dr Barrett Cain
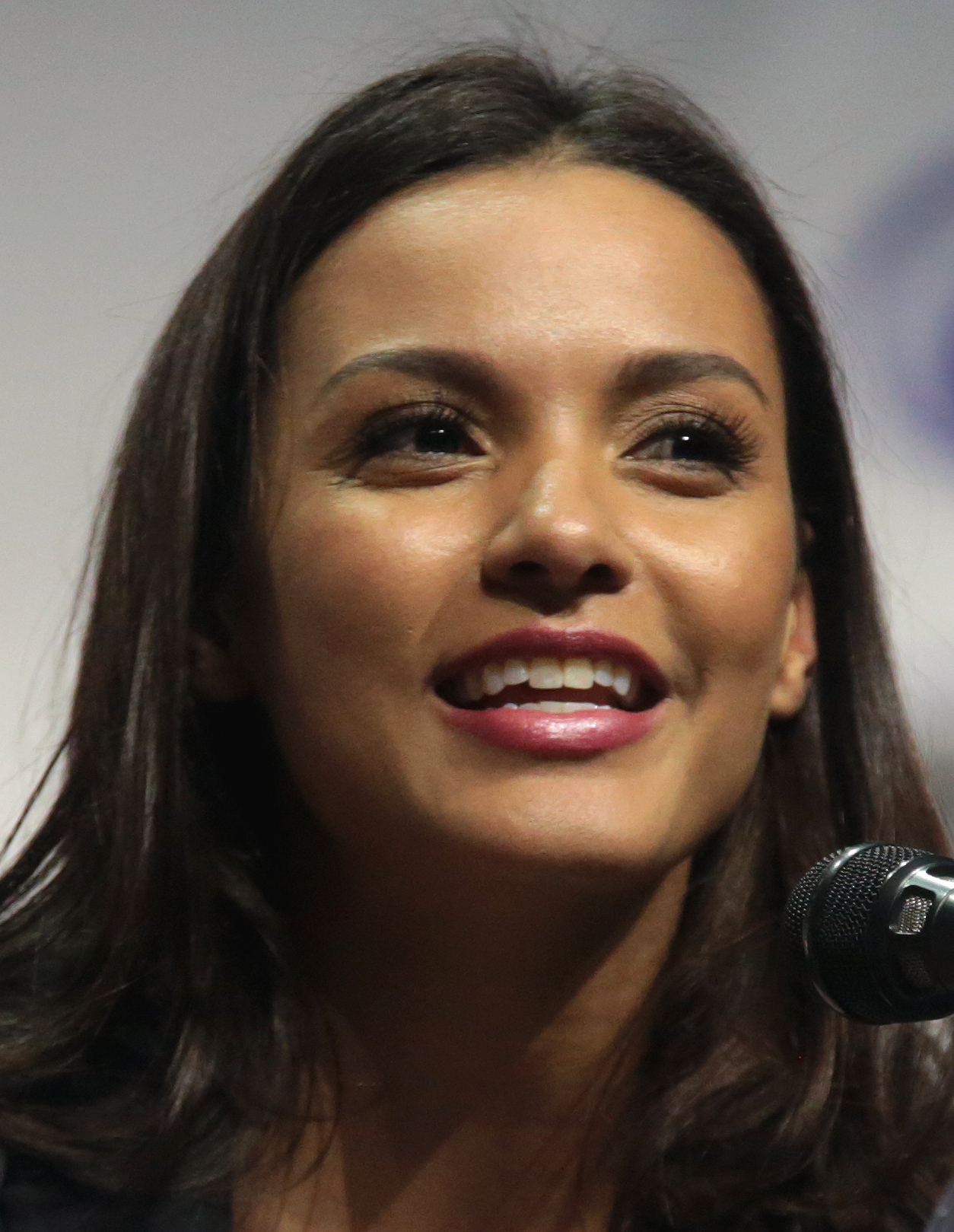
Jessica Lucas interprète le Dr Billie Sutton
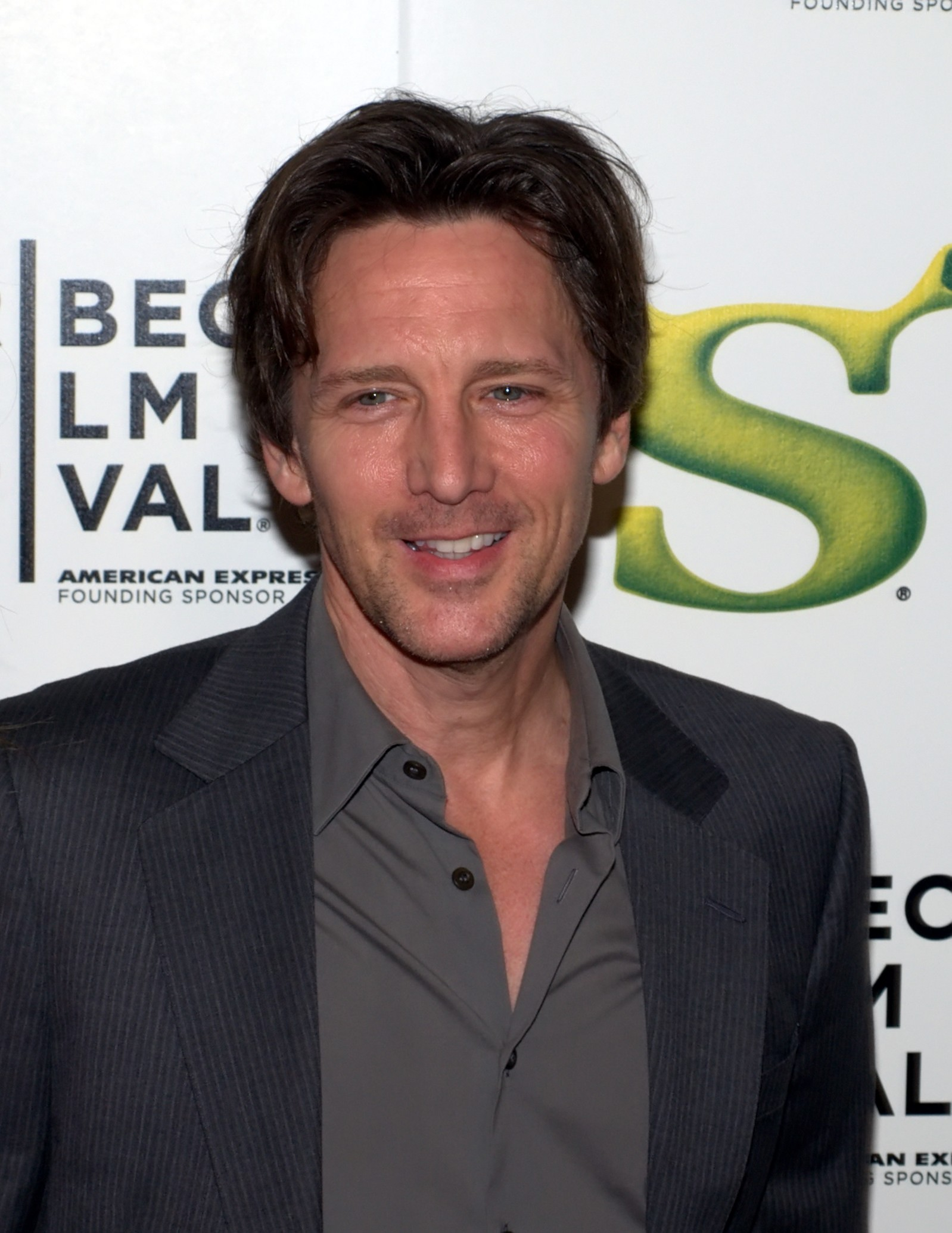
Andrew McCarthy interprète le Dr Ian Sullivan

### Acteurs récurrents
- Version française
  - Société de doublage : Nice Fellow[8]
  - Direction artistique : Stéphane Marais (saisons 1 et 2), Magali Barney (depuis la saison 3)[8]
  - Adaptation des dialogues : Alexis Faradi, Joffrey Grosdidier, Caroline Lecoq, Tim Stevens, Sabine Kremer
  - Studio d'Enregistrement : Tytan Prod (Warner TV), O'Bahamas (TF1)

 Source et légende : version française (VF) sur RS Doublage

## Production

### Développement
Le 5 août 2016, il a été annoncé que Showtime développait une nouvelle série originale, connue sous le titre de The City, lancée par le producteur exécutif Antoine Fuqua. Il a également été annoncé qu'Amy Holden Jones produirait la série et coécrirait l'épisode pilote avec Hayley Schore et Roshan Sethi.
En janvier 2017, le réseau Fox commande un pilote du projet de série médicale d'Amy Holden Jones. Le 10 mai 2017, lors des Upfronts 2017, la Fox annonce la commande de la série. En novembre 2017, la Fox annonce la date de lancement de la série au 21 janvier 2018.
Le 7 mai 2018, le réseau Fox annonce la reconduction de la série pour une deuxième saison de treize épisodes, qui obtient, en octobre, neuf épisodes supplémentaires pour un total de 22.
Le 25 mars 2019, la série est renouvelée pour une troisième saison, une quatrième saison le 19 mai 2020, une cinquième saison le 17 mai 2021, et une sixième saison le 16 mai 2022.
Le 6 avril 2023, la série est annulée par FOX après 6 saisons.

### Attribution des rôles
En février 2017, Manish Dayal rejoint la série dans le rôle du docteur Devon Pravesh et Bruce Greenwood dans celui du Dr Randolph Bell, le chef de la chirurgie. Ensuite rejoint par Matt Czuchry (Gilmore Girls et The Good Wife) dans le rôle du résident Conrad Hawkins.
En mars 2017, Shaunette Renée Wilson est annoncé dans le rôle de Mina Okafor, une chirurgienne reconnue, elle est rejointe par Emily VanCamp (Brothers and Sisters et Revenge) sous les traits de Nicolette, une infirmière, et Valerie Cruz dans le rôle de CEO Renata Lopez.
En août 2017, Moran Atias rejoint la distribution dans le rôle de CEO Renata Thorpe, tenu par Valerie Cruz dans le pilote. Puis le mois suivant, la production recaste encore ce rôle à Merrin Dungey, qui devient Claire Thorpe et crée un nouveau personnage régulier pour Atias. Entre-temps, Melina Kanakaredes (Les Experts : Manhattan) est casté dans le rôle de Dr Lane Hunter, spécialisée en cancérologie.
Parmi les rôles récurrents et invités : Violett Beane, Jocko Sims, Malcolm-Jamal Warner et Catherine Dyer.
En juin 2018, Malcolm-Jamal Warner et Glenn Morshower sont promus à la distribution principale, Jane Leeves décroche un rôle principal alors que Moran Atias, Merrin Dungey et Melina Kanakaredes ne reviendront pas.
Pour la troisième saison, la production ajoute Morris Chestnut, ainsi que Kearran Giovanni, Geoffrey Cantor, Michael Paul Chan et Erinn Westbrook, et David Alan Grier.
Le 15 octobre 2020, Conrad Ricamora rejoint la distribution pour la quatrième saison, suivi en décembre par Jessica Lucas.
En mai 2021, Morris Chestnut annonce son départ après deux saisons, mais pourrait revenir au cours de la prochaine saison. Il a obtenu un rôle dans la série Our Kind of People, diffusée sur Fox à l'automne. Fin août, le départ d'Emily VanCamp est annoncé. Nouvellement maman, la distance de son domicile et les protocoles de plateau de tournage contre la Covid-19 ont influencé sa décision. Elle participe à la finale de la cinquième saison.

### Tournage
Le tournage principal de la série a lieu à Atlanta et en Géorgie. L'extérieur et quelques plans intérieurs du High Museum of Art dans le centre-ville d'Atlanta ont été utilisés comme toile de fond pour l'hôpital fictif Chastain Park Memorial. Certains tournages ont également eu lieu à Conyers, en Géorgie, sur un plateau de production précédemment utilisé pour Sleepy Hollow de Fox.
Le tournage du premier bloc de production a eu lieu entre le 20 mars et le 5 avril 2017.
Le tournage de la deuxième saison a commencé en juillet 2018.

### Fiche technique
- Titre original et français : The Resident
- Titre québécois : Le Résident
- Création : Amy Holden Jones, Hayley Schore, Roshan Sethi
- Direction artistique : Ken Watkins, Rob Simons, Geoffrey S. Grimsman
- Scénario : Amy holden jones, Hayley schore, Roshan Sethi, Chris Bessounian, Tianna Majumdar Langham, Michel Notaire, Eric I. Lu, Jenny Deiker Restivo, Daniela Lamas
- Décors : Dena Allen, Eubanks d'été, Jennifer M. Gentile
- Costume : Rafielle Kirkland, Sarah Kim, Aliyah Kirkland,

Lindsey Long, Celia Sullivan
- Montage : William Paley, Lindsay Seyffert, Patrick McMahon, Arman Tahmizyan, Emilie Mendez, Justin Chinn, Greg Babor
- Casting : Scott Genkinger, Rébecca Mangieri, Wendy Weidman
- Musique : Jason Derlatka, Jon Ehrlich
- Production : 
  - Producteur : David Blake Hartley, Jen Klein, Josué Troke
  - Producteur exécutif : Antoine Fuqua, Amy Holden Jones, Olivier Obst, Rob maïs, Peter Elkoff
- Société de production : Fuqua Films, 3 Arts Entertainment Up Island Films, 20th Century Fox Television
- Société de distribution : 20th Century Fox Television, Disney-ABC Domestic Television
- Pays d'origine :  États-Unis
- Langue originale : Anglais
- Format : 1080i (HDTV)
- Genre : Drame, médical
- Durée : 43 à 45 minutes
- Public : Adultes[44]

## Épisodes

### Première saison (2018)
Elle a été diffusée du 21 janvier au 14 mai 2018 sur la Fox.
1. Bienvenue à Chastain (Pilot)
2. La Journée de l'indépendance (Independence Day)
3. Frères d'armes (Comrades in Arms)
4. Crise identitaire (Identity Crisis)
5. Réaction en chaîne (None the Wiser)
6. À tout prix (No Matter the Cost)
7. L'Éclipse (The Elopement)
8. Une affaire de famille (Family Affair)
9. Jour d'adoption (Lost Love)
10. Hanté (Haunted)
11. Coupable idéal (And the Nurses Get Screwed)
12. Réveils difficiles et bêtes féroces (Rude Awakenings and the Raptor)
13. Cours, docteur, cours (Run, Doctor, Run)
14. Cœurs blessés (Total Eclipse of the Heart)

### Deuxième saison (2018-2019)
Elle a été diffusée du 24 septembre 2018 au 6 mai 2019 sur la Fox.
1. Panne de courant (00:42:30)
2. Le Prince et le pauvre (The Prince & The Pauper)
3. Trois mots (Three Words)
4. Moins une (About Time)
5. Le Microbe (The Germ)
6. Cauchemars (Nightmares)
7. Des cobayes à Chastain (Trial & Error)
8. Un cœur dans une boîte (Heart in a Box)
9. La Dernière Danse (The Dance)
10. Mauvaise chute ou Après la chute (After the Fall)
11. Erreur médicale (Operator Error)
12. Le Chemin de la peur (Fear Finds a Way)
13. Virtuellement impossible (Virtually Impossible)
14. Les Choses de l'amour (Stupid Things in the Name of Sex)
15. Une affaire de famille (Queens)
16. Effets indésirables (Adverse Events)
17. Regrets (Betrayal)
18. La Décision (Emergency Contact)
19. Tempête de neige (Snowed In)
20. Si c'est pas maintenant, alors quand ? (If Not Now, When?)
21. Coincés (Stuck as Foretold)
22. Dernière chance (Broker and Broker)
23. Le Patient fantôme (The Unbefriended)

### Troisième saison (2019-2020)
Elle est diffusée du 24 septembre 2019 au 7 avril 2020 sur la Fox.
1. Renaissance (From the Ashes)
2. La Chair de ma chair (Flesh of My Flesh)
3. Saints et pécheurs (Saints & Sinners)
4. Systèmes de valeurs (Belief System)
5. Mots choisis (Choice Words)
6. La Journée des infirmières (Nurses' Day)
7. Une femme en danger (Woman Down)
8. La Journée du canard laqué (Peking Duck Day)
9. Assoiffé de sang (Out for Blood)
10. Le Dénonciateur (Whistleblower)
11. Question de gravité (Free Fall)
12. La Dernière heure (Best Laid Plans)
13. Balle de match (How Conrad Gets His Groove Back)
14. L'Homme à abattre (The Flea)
15. Un cœur pour deux (Last Shot)
16. De l'amour dans l'air (Reverse Cinderella)
17. Ambiance cabaret (Doll E. Wood)
18. Serment d'hypocrite (So Long, Dawn Long)
19. Le Souffle court (Support System)
20. Jouer avec le feu (Burn it All Down)

### Quatrième saison (2021)
Cette saison de quatorze épisodes est diffusée du 12 janvier au 18 mai 2021 sur la Fox. Après un retour sur les premiers jours de la pandémie de Covid-19 dans le premier épisode, la saison se situe dans un monde où la pandémie est terminée.
1. Un mariage, un enterrement (A Wedding, a Funeral)
2. La Justice de Mina (Mina's Kangaroo Court)
3. Le Patient accidentel (The Accidental Patient)
4. Tourner la page et mères poules (Moving On and Mother Hens)
5. Rentre avant la nuit (Home Before Dark)
6. Requiem et renouveaux (Requiems & Revivals)
7. Heures de gloire (Hero Moments)
8. Premiers jours, dernier jour (First Days, Last Days)
9. Des portes s'ouvrent, d'autres se ferment (Doors Opening, Doors Closing)
10. Vers l'inconnu (Into the Unknown)
11. Après la tempête (After the Storm)
12. Espoirs incertains (Hope in the Unseen)
13. Une histoire pour enfants (Finding Family)
14. Passé, présent, futur (Past, Present, Future)

### Cinquième saison (2021-2022)
Cette saison de 23 épisodes est diffusée du 21 septembre 2021 jusqu'au 17 mai 2022 sur la Fox.
1. Super papa (Da Da)
2. Un ennemi insidieux (No Good Deed)
3. Le don de la vie (The Long and Winding Road)
4. Et maintenant ? (Now What??)
5. Fantômes du passé (The Thinnest Veil)
6. Demandez à votre médecin (Ask Your Doctor)
7. Nos choix de vie (Who Will You Be?)
8. Rompre avec les habitudes (Old Dogs, New Tricks)
9. Soignants sous pression (He'd Really Like to Put in a Central Line)
10. Médecine de terrain (Unknown Origin)
11. Droit au cœur (Her Heart)
12. Seule contre tous (Now You See Me)
13. Attaques virales (Viral)
14. Saut dans le vide (Hell in a Handbasket)
15. Le choix de se battre (In for a Penny)
16. Le plus beau métier au monde (6 Volts)
17. Zones grises (The Space Between)
18. A la vie, à la mort (Ride or Die)
19. Il ne reste que le présent (All We Have Is Now)
20. A la croisée des chemins (Fork in the Road)
21. Le risque existe (Risk)
22. La preuve est faite (The Proof Is in The Pudding)
23. Sous la lumière des néons (Neon Moon)

### Sixième saison (2022-2023)
Cette saison de treize épisodes est diffusée du 20 septembre 2022 au 17 janvier 2023.
1. Deux coeurs (Two Hearts)
2. Le bon état d'esprit (Peek and Shriek)
3. Une seule balle (One Bullet)
4. Ça ne va pas durer (It Won't Be Like This for Long)
5. Un château en Espagne (A River in Egypt)
6. Pour le meilleur ou pour le pire (For Better or Worse)
7. La chimère (The Chimera)
8. Addictions et contradictions (The Better Part of Valor)
9. Pas de pression, pas de diamant (No Pressure No Diamonds)
10. Journée familiale (Family Day)
11. Tout compris (All In)
12. Jusqu'à ce que sagesse s'ensuive (All The Wiser)
13. Tout le monde sur le pont (All Hands on Deck)

## Audiences

### Aux États-Unis
| Saison | Nombre d'épisodes | Diffusion originale sur Fox | Diffusion originale sur Fox | Audiences moyennes (en millions) | Audiences moyennes (en millions) | Audiences moyennes (en millions) | Légende : - plus hauts scores d'audiences - plus bas scores d'audiences |
| Saison | Nombre d'épisodes | Début de saison             | Fin de saison               | Première                         | Finale                           | Moyenne à J+7                    | Légende : - plus hauts scores d'audiences - plus bas scores d'audiences |
| ------ | ----------------- | --------------------------- | --------------------------- | -------------------------------- | -------------------------------- | -------------------------------- | ----------------------------------------------------------------------- |
| 1      | 14                | 21 janvier 2018             | 14 mai 2018                 | 8,65                             | 4,29                             | 7,03                             | Légende : - plus hauts scores d'audiences - plus bas scores d'audiences |
| 2      | 23                | 24 septembre 2018           | 6 mai 2019                  | 4,88                             | 5,01                             | 7,63                             | Légende : - plus hauts scores d'audiences - plus bas scores d'audiences |
| 3      | 20                | 24 septembre 2019           | 7 avril 2020                | 4,05                             | 5,09                             | 6,70                             | Légende : - plus hauts scores d'audiences - plus bas scores d'audiences |
| 4      | 14                | 12 janvier 2021             | 18 mai 2021                 | 3,92                             | 3,05                             | 5,64                             | Légende : - plus hauts scores d'audiences - plus bas scores d'audiences |
| 5      | 23                | 21 septembre 2021           | 17 mai 2022                 | 3,03                             | 2,90                             | 4,93                             | Légende : - plus hauts scores d'audiences - plus bas scores d'audiences |
| 6      | 13                | 20 septembre 2022           | 17 janvier 2023             | 2,71                             | 2,98                             | 4,40                             | Légende : - plus hauts scores d'audiences - plus bas scores d'audiences |

### En France
| Saison | Nombre d'épisodes | Diffusion sur TF1 | Diffusion sur TF1 | Audiences moyennes (en millions) | Audiences moyennes (en millions) | Audiences moyennes (en millions) |
| Saison | Nombre d'épisodes | Début de saison   | Fin de saison     | Première                         | Finale                           | Moyenne                          |
| ------ | ----------------- | ----------------- | ----------------- | -------------------------------- | -------------------------------- | -------------------------------- |
| 1      | 14                | 22 avril 2020     | 20 mai 2020       | 4,78                             | 4,26                             | 4,25                             |
| 2      | 23                | 27 mai 2020       | 30 septembre 2020 | 4,21                             | 2,39                             | 3,51                             |
| 3      | 20                | 3 mars 2021       | 12 mai 2021       | 3,48                             | 2,87                             | 3,17                             |
| 4      | 14                | 4 janvier 2023    | 8 février 2023    | 2,51                             | NC                               | 2,24                             |
| 5      | 23                | 15 février 2023   | 5 avril 2023      | 2,50                             | 2,04                             | 2,09                             |
| 6      | 13                | 7 février 2024    | 28 février 2024   | 2,20                             | 1,14                             | 1,71                             |

Le lancement de la nouvelle série hospitalière américaine a attiré 4,6 millions de curieux, soit 17,2 % de part d’audience. Un coup d'envoi réussi puisque TF1 a décroché la tête des audiences pour le lancement qui s'accompagne également de belles performances à J+7, selon les chiffres publiés par Médiamétrie.

## Accueil critique
| Saison | Saison | Critique            | Critique          |
| Saison | Saison | Rotten Tomatoes     | Metacritic        |
| ------ | ------ | ------------------- | ----------------- |
|        | 1      | 59 % (22 critiques) | 54 (12 critiques) |
|        | 2      | indéterminé         | indéterminé       |

Le site Web de l'agrégateur d'avis, Rotten Tomatoes, a fait état d'une note d'approbation de 59% sur la base de 22 avis, avec une note moyenne de 6,11 / 10.
Sur Metacritic, qui utilise une note normalisée aux avis, a attribué une note moyenne de 54 sur 100, sur la base de 12 critiques. La première saison a reçu des critiques généralement mitigées.
USA Today a évalué la série 1/2 sur 4 étoiles en déclarant : « C'est une honte car c'est un gaspillage des talents de Czuchry et VanCamp, deux vétérans de la télévision généralement attrayants » et « The Resident ne peut pas se sauver ».
Pendant ce temps, TV Line a évalué la série B + et a déclaré : « The Resident examine attentivement les épineuses questions éthiques qui entourent les prestataires de soins de santé d'aujourd'hui ».
La première saison était également souvent comparée au drame médical Good Doctor. La série était impopulaire avec certains dans la profession médicale, avec divers critiques la qualifiant d'irréaliste.

## Distinctions

### Récompenses et nominations
Sauf indication contraire, les informations mentionnées dans cette section peuvent être confirmées par la base de données cinématographiques IMDb,  présente dans la section « Liens externes ».
| Année | Prix                                 | Catégorie                           | Nomination   | Résultat   |
| ----- | ------------------------------------ | ----------------------------------- | ------------ | ---------- |
| 2019  | 21e cérémonie des Teen Choice Awards | Meilleure série dramatique          | The Resident | Nomination |
| 2018  | 20e cérémonie des Teen Choice Awards | Meilleure nouveauté à la télévision | The Resident | Nomination |

## Produits dérivés

### Sorties DVD et disque Blu-ray
| Saison | Dates de sortie DVD / Blu-ray | Dates de sortie DVD / Blu-ray | Dates de sortie DVD / Blu-ray | Dates de sortie DVD / Blu-ray | Dates de sortie DVD / Blu-ray | Dates de sortie DVD / Blu-ray | Sociétés de distribution                                     |
| Saison | Zone 1 (dont les États-Unis)  | Nombre de disques             | Zone 2 (dont la France)       | Nombre de disques             | Zone 4 (dont l' Australie)    | Nombre de disques             | Sociétés de distribution                                     |
| ------ | ----------------------------- | ----------------------------- | ----------------------------- | ----------------------------- | ----------------------------- | ----------------------------- | ------------------------------------------------------------ |
| 1      | 2 octobre 2018,               | 3                             | 3 avril 2019,                 | 4                             | 5 décembre 2018               | 3                             | Fuqua Films 3 Arts Entertainment 20th Century Fox Television |
| 2      | 3 septembre 2019,             | 5                             | indéterminé                   | indéterminé                   | indéterminé                   | indéterminé                   | Fuqua Films 3 Arts Entertainment 20th Century Fox Television |
| 3      | 4 août 2020                   | 4                             | indéterminé                   | indéterminé                   | indéterminé                   | indéterminé                   | Fuqua Films 3 Arts Entertainment 20th Century Fox Television |